# 202 до н. е.

## Події
- 19 жовтня  — битва при Замі, вирішальна битва Другої Пунічної війни, перемога римського війська на чолі зі Сципіоном Африканським над карфагенським військом Ганнібала
- завершилась Друга Пунічна війна.
- битва у Ґайся, переможець Лю Бан, з 206 до н.е. князь Хань, остаточно об'єднує весь Китай, офіційно приймає титул імператора (ді) та започатковує нову династію Хань. Храмове ім'я Ґао-ді (Ґао-цзу) (206—195).
- Моде-шаньюй підкорив низку сусідніх гунам племен.
- П'ята Сирійська війна.
- перша згадка про місто Бурса.

## Народились
- Лю Хен — імператор династії Хань у 179—157 до н. е. (посмертне ім'я — Імператор Вень, храмове ім'я — Тайцзун)

## Померли
- Сян Юй (232 до н.е. — 202 до н.е)